# Mushibugyo
Mushibugyo (яп. ムシブギョー Мусибугё:) — манга, автором и иллюстратором которой является Хироси Фукуда. Вторая версия манги Jōjū Senjin!! Mushibugyō является пересказом первой и выпускалась с 2011 до 2017. Премьера аниме-адаптации, выпущенной студией Seven Arcs, состоялась 8 апреля 2013 года. Сериал официально доступен для просмотра с английскими субтитрами на сайте Crunchyroll. 19 сентября 2013 года состоялся выход игры-адаптации для Nintendo 3DS.

## Сюжет
Действие происходит в феодальной Японии, в эпоху Эдо. 100 лет назад в нём стали появляться гигантские насекомые, пожирая людей и уничтожая целые поселения и города. Казалось бы, людям грозит истребление, однако также появились и «охотники за насекомыми», люди со сверхспособностями, способные одним ударом меча уничтожить до десяти гигантских тварей. Параллельно есть и простые люди, обладающие отличными боевыми навыками, и способные также сражаться с насекомыми, которые образуют своеобразные патрули, один из которых, известный, как «Мусибугё» располагается в Эдо. Туда намеревается вступить молодой и амбициозный самурай по имени Дзимбэй Цукисима. Сначала на фоне новых соратников он кажется слабым и бесполезным, однако постепенно парень будет постигать навыки боевого искусства, а также узнавать о новых тайнах, раскрывающих обстоятельства происхождения насекомых…

## Список персонажей
Дзимбэй Цукисима (яп. 月島 仁兵衛 Цукисима Дзимбэ:) — главный герой истории. Молодой самурай, преисполненный чувством чести, но в то же время и недальновидный, своим поведением часто смущает и даже злит соратников, имеет привычку всех за всё благодарить. Когда только вступил в команду Мусибугё, был ещё слабым и даже не мог справиться с одним насекомым. Однако постепенно Дзимбэй совершенствует свои навыки и после тренировки с отцом осваивает 2 мощные техники, после чего становится гораздо сильнее. Имеет дар переубеждать людей, пробуждая в них тепло и хорошие качества. После того, как в рот Дзимбэя случайно попал волос Куроагэхи, Дзимбэй принял более «демонический» вид: его волосы стали белыми с узором, появились звериные уши и клыки. В такой форме Дзимбэй был непобедимым, но перестал отличать врагов от соратников. По словам Куроагэхи, у Дзимбэя, вероятно, скрыта сила истребителей насекомых, которой обладает Мугай.
Сэйю: Кэнн
Хибати (яп. 火鉢 Хибати) — член команды Мусибугё. Ниндзя, специализируется на взрывных устройствах. Происходит из клана ниндзя, владеющих тайными техниками, известными как «тимпо». Тренировалась у собственного деда, который некогда принимал участие в феодальных войнах. Однако он обучал маленькую Хибати тайно, так как владеть техниками могут только мужчины клана. Очень вспыльчивая, её сильно раздражают выходки Дзимбэя, который нередко застаёт её в голом виде, та в ответ кидает в него бомбы. Позже начинает питать чувства к нему, хотя и продолжает считать дураком.
Сэйю: Руми Окубо
Сюнгику Коикава (яп. 恋川 春菊 Коикава Сюнгику) — бывший преступник. Отлично владеет катаной. Любит много пить. Происходит из клана разбойников, где терпел жестокое обращение со стороны отца и главаря банды. Увидев убитую мать, он был уверен, что её убил отец, и в порыве ярости убивал, кого хотел, но позже узнал, что убийцей был истребитель насекомых, и успокоился. Несмотря на это, в городе его уже стали бояться, и так Сюнгику получил прозвище «убийца 99». Позже решил присоединиться к отряду Мусибугё. Способен катаной разрезать самые твёрдые объекты, вплоть до камня или железа, жаждет убить того, кто убил мать Сюнгику.
Сэйю: Такуя Эгути
Тэмма Итинотани (яп. 一乃谷 天間 Итинотани Тэмма) — мальчик из благородного клана Итинотани, ему 11 лет. Сражается с помощью бумажных кукол. Хотя со стороны он кажется высокомерным, на деле он очень пугливый (панически боится даже мелких насекомых) и мечтает встретиться с родителями. Он быстро сближается с Дзимбэем, а Хибати и Сюнгико, в свою очередь, любят поиздеваться над мальчиком. Во время боя использует двух сикигами: Камакити и Тамакити, которые могут увеличиваться в сотни раз и с помощью рук наносить мощные удары. По мере развития сюжета Тэмма учится делать комбо-удары.
Сэйю: Ю Сэридзава
Мугай (яп. 無涯 Мугай) — член команды Мусибугё, таинственный человек, обладающий колоссальный силой. Сначала не вступал в какой-либо контакт с Дзимбэем и считал его слабаком, которого можно достаточно легко заменить. Сильнейший в отряде и способен своим клинком разрубить сразу десятки насекомых. Позже выясняется, что он был предводителем истребителей насекомых и должен был убить Куроагэху, однако при встрече поменял своё отношение к ней и решил служить Куроагэхе. Так же известно, что у Мугая есть брат, охотник на насекомых, однако, ни его имени, ни каких-либо других сведений о нём нет, только то, что он прекрасный боец и нынешний лидер «охотников».
Сэйю: Такума Тэрасима
Котори Мацунохара (яп. 松ノ原 小鳥 Мацунохара Котори) — экс-предводитель команды Мусибугё. О его боевых навыках ничего не известно. Как правило, принимает заказы клиентов и направляет членов группы Мусибугё. Умный и проницательный, сразу разглядел в Дзимбэе потенциал.
Сэйю: Мамору Мияно
Гэндзюро Цукисима (яп. 月島 源十郎 Цукисима Гэндзю:ро:) — отец Дзимбэя, гордый самурай, который подвергал своего сына жёстким тренировкам. Состоял когда-то в команде Мусибугё и был сильнейшим бойцом. Любящий, но в то же время и очень строгий отец, который не щадит сына во время тренировок. Находился в очень необычных отношениях с матерью Дзимбэя, Канаэ, и постоянно устраивал с ней поединки. Так как их силы были равны, борьба всегда оканчивалась вничью. Так Гэндзюро и Канаэ решили завести ребёнка, такого же сильного, как и они оба. Однако родив Дзимбэя, Канаэ умерла, и мальчика в одиночку стал растить отец. Однажды Гэндзюро и маленького Дзимбэя пригласили прогуляться вместе с сыном лорда и его свитой. Однако на них напало насекомое, и сын лорда обмочился от страха. За то, что Гэндзюро вовремя не убил насекомое и позволил сыну лорда опозориться, был вынужден отрезать сухожилие на правой ноге, и стал инвалидом. Несмотря на это, всё ещё способен в полную силу сражаться.
Сэйю: Рикия Кояма
Куроагэха (яп. 黒揚羽 Куроагэха) — таинственный лидер Мусибугё. Ранее никто не видел её лица. Хотя со стороны она кажется молодой девушкой, ей уже больше ста лет, и её тело источает сильнейший яд. Она является человеком-насекомым и первой в своём роде. Когда то давно она спасла крупную личинку насекомого, которую хотели убить. Куроагэха долгое время её прятала, и та в благодарность наделила Куроагэху возможностью источать яд, так девушка нечаянно убила всех людей в поместье, включая и родителей. В боевой форме её волосы чернеют и появляются гигантские крылья бабочки. Вначале была очень равнодушной, но Дзимбэй заставляет её измениться, она начинает питать тёплые чувства к парню и беспокоиться за его благополучие. Однако так и не может сказать ему, что является предводителем Мусибугё.
Сэйю: Мэгуми Хан
Мицуки  (яп. 蜜月 Мицуки) — член команды истребителей насекомых. Бывшая соратница Мугая. Может управлять насекомыми. Очень легко выходит из себя.
Сэйю: Юки
Охару (яп. お春 Охару) — работает в чайной лавке в Эдо, первая, с кем встретился Дзимбэй. Очень добрая, имеет пышную грудь, часто попадает в опасные ситуации, но её всегда спасает Дзимбэй.
Сэйю: Сатоми Акэсака
Нагатомимару (яп. 長福丸 Нагатомимару) — сын правителя Эдо. Книжный червь. Всегда носит маску. Абсолютно ничего не умеет физически, но зато обладает внушительными знаниями. Сначала высокомерно относился к простолюдинам, но после знакомства с Дзимбэем, сильно привязался к нему. Так как рос в недружелюбной обстановке, замкнулся в себе и считал книги и их героев своими друзьями.
Сэйю: Дзюн Фукуяма
Юкимура Санада (яп. 真田 幸村 Санада Юкимура) — член клана Томоёми, человек-насекомое. Главный злодей в аниме-сериале. Мечтает возродить былую славу клана и управляет насекомыми. Называет Куроагэху принцессой. Мечтает истребить всех людей, чтобы жить остались только сильнейшие.
Сэйю: Дзюнъити Сувабэ

## Саундтрек
Открывающая тема:
- 1 — 13 «Tomoyo» (яп. 「友よ」 Томоё)

Исполнитель: GaGaGa SP
- 14 — 26 «Denshin∞Unchained» (яп. 「伝心∞アンチェインド」 Дэнсин антейндо)

Исполнитель:  FREEDa'M  (яп. FREE蛇'M)
Закрывающая тема:
- 1 — 13 «Ichizu» (яп. 「イチズ」 Итидзу)

Исполнитель: i☆Ris
- 14 — 26 «Through All Eternity ~enishi no kizuna~» (яп. 「Through All Eternity 〜縁の絆〜」)

Исполнитель: ayami  (яп. アヤミ)

## Критика
Представитель сайта Anime News Network отметил, что персонажи сёнэн-сериала получились очень стереотипными: архетипический слабоумный герой, истеричная девушка-ниндзя, пьяница-фехтовальщик, ребёнок-сирота-плакса и таинственный воин с серебристыми волосами. Сюжет изобилует боевыми пафосными сражениями, глупыми шутками и фансервисом с большими грудями. Нельзя сказать, что история не увлекательна, однако она не сумела выделиться в своём сезоне и является типичным сёнэном.